# Симони, Павел Константинович
Павел Константинович Симони (19 ноября (1 декабря) 1859, Санкт-Петербург — 1939, Москва) — русский и советский филолог-палеограф, источниковед, библиограф, книговед, педагог, член-корреспондент АН СССР (с 1921).

## Биография
Родился в семье сенатского чиновника; по происхождению венгр.
В 1881 году окончил гимназию при Историко-филологическом институте и поступил на историко-филологический факультет Петербургского университета. Здесь его учителями были такие выдающиеся учёные, как славист В. И. Ламанский, языковед И. В. Ягич, историк литературы А. Н. Веселовский, фольклорист О. Ф. Миллер. Уже в университете под руководством И. В. Ягича Павел Симони начал свои занятия в области славянской и древнерусской палеографии.
После окончания университета в 1886 году П. К. Симони был назначен в Департамент таможенных сборов Министерства финансов, с 1889 по 1892 год служил помощником цензора в Комитете цензуры иностранной (по «Немецкому отделению»).
С 1888 года стал принимать участие в работе над первым в России словарём современного русского литературного языка, который готовила к изданию Академия наук. Первый выпуск «Словаря русского языка», подготовленный под руководством академика Я. К. Грота при участии П. К. Симони вышел в 1891 году.
В 1892 году перешёл на службу в Академию наук в качестве делопроизводителя Отделения русского языка и словесности (ныне — это должность учёного секретаря) и оставался на этом посту вплоть до 1926 года, когда был выведен за штат; в 1921 года был избран членом-корреспондентом АН СССР и стал научным сотрудником 1-й категории Российской академии истории материальной культуры, с 1924 года — помощник управляющего делами конференции Академии наук. С 1910 года — статский советник.
В Академии наук П. К. Симони проявил себя не только как прекрасный организатор, но и как крупный исследователь, знаток палеографии, книговедения, библиографии, фольклора, истории литературы и языка, истории древнего искусства. Свои исключительно точные издания древних рукописей и документов он снабжал палеографическими описаниями, историко-литературными комментариями и часто фотоснимками. Значительную ценность для науки представляют отзывы Симони на лингвистические и палеографические труды, библиографические очерки и обзоры исследований русских ученых: А. Н. Веселовского, Л. Н. Майкова, А. А. Котляревского, А. И. Соболевского, М. И. Сухомлинова, И. В. Ягича и др.
С 1925 года — научный сотрудник НИИ сравнительной истории литератур и языков Запада и Востока при ЛГУ. Также он работал в разных учебных заведениях и научных учреждениях — Педагогической академии, Институте внешкольного образования, на Высших курсах библиотековедения (при Публичной библиотеке в Ленинграде), был сотрудником Института книги, документа и письма АН СССР (1919—1928).
Умер в Москве 17 марта 1939 года.
Был награждён орденами Св. Станислава 3-й (1895) и 2-й (1900) степеней, Св. Анны 3-й (1896) и 2-й (1904) степеней.

## Память
10 декабря 2009 года в Библиотеке РАН в Санкт-Петербурге открылась выставка, посвящённая 150-летию со дня рождения Симони. На выставке были представлены публикации древних памятников, осуществлённые П. К. Симони или при его участии:
- «Слово о полку Игореве» по копии XVIII века из бумаг Екатерины II (1890);
- «Старинные сборники русских пословиц, поговорок, загадок и проч. XVII—XVIII столетий» (С.-Пб., 1899);
- «Памятники старинного русского языка и словесности XV—XVIII столетий» (Пг., 1922, вып. 1—2).

В экспозиции также присутствовали составленные П. К. Симони библиографические списки трудов Л. Н. Майкова, А. Н. Веселовского, П. П. Бекетова и других.